# 유도 발전기
유도 발전기 또는 비동기 발전기는 전력을 발생시키는 유도 전동기의 원리를 사용하는 교류 발전기의 유형이다. 유도 발전기는 기계적으로 동기 속도보다 더 빨리 자체의 전동기를 돌려서 작동한다.

## 작동 원리
유도 발전기는 전동기가 동기 속도보다 빠르게 설정되어 전력을 발생시킨다. 발전기가 동작할때, 원동기 (터빈 또는 엔진)는 동기 속도 (음극 슬립)회전자를 구동한다. 고정자 자속은 여전히 회전자에서 전류를 유도하지만, 대향하는 회전자 자속은 고정자 코일을 절단하기 때문에 활성 전류는 고정자 코일에서 발생한다. 전동기가 전기 그리드로 다시 전력을 보내고, 발전기로서 동작한다. 전동기는 일반적으로 동기 속도보다 약간 느리게 회전한다. 동기식 동작 속도의 차이는 "슬립"이라고 하며, 일반적으로 동기 속도의 퍼센트로 표현된다.
일반적인 전동기 동작에서, 고정자 자속의 회전은 회전자의 회전보다 더 빠르다.
발전기의 동작에서, 원동기 (엔진 또는 터빈)는 동기 속도 (음극 슬립)회전자를 구동한다.

### 자극

유도 발전기의 등가 회로도

유도기는 외부에서 공급되는 전기자 전류가 필요하다.

### 유효 전력
라인에 전달되는 유효 전력은 동기 속도 이상으로 슬립에 비례한다. 발전기의 전체 정격 전력은 매우 작은 슬립 값 (보통 3 %)에 도달한다. 구동 속도가 1860 rpm (대표적인 예)로 올라갈때, 최대 출력 전력이 발생한다.

### 토크와 슬립
유도 발전기의 근본적인 기본은 전기 에너지와 기계적 에너지 사이의 변환이다. 이것은 동기 속도보다 더 빨리 회전하는 회전자에 적용되는 외부 토크가 필요하다. 전기자에서 회전 자계 토크는 회전자의 동작에 대응하고 있기 때문에 반대 방향으로 유도된 움직임에 걸쳐 과속을 방지하기 위해 작동한다. 전동기의 속도가 올라감에 따라 대향 토크는 토크의 최대 값에 도달한다. 이것은 동작 상태가 불안해지기 전까지 동작할 수 있다. 이상적으로는, 유도 발전기는 무부하 상태 및 최대 토크 영역 사이의 안정 영역에 가장 효과적이다.

## 같이 보기
- 발전기

## 참조
- Electrical Machines, Drives, and Power Systems, 4th edition, Theodore Wildi, Prentice Hall, ISBN 0-13-082460-7, pages 311-314.